# Отчаянный (эсминец, 1980)
«Отчаянный» — 2-й эскадренный миноносец проекта 956 «Сарыч».

## История строительства
Заложен на заводе № 190 им. А. А. Жданова 4 марта 1977 (строительный № 862), спущен 29 марта 1978 года. Прошёл швартовные испытания с 26 июня 1981 года по 29 апреля 1982 года, заводские ходовые испытания с 5 мая по 18 июня 1982 года, государственные испытания с 29 июля по 30 августа 1982 года, принят флотом 30 сентября 1982 года, 31 октября 1982 года на корабле был поднят советский военно-морской флаг, 24 ноября 1982 года эсминец вступил в состав Советского Военно-Морского Флота. На период строительства был включён в состав 13 бригады строящихся и ремонтирующихся кораблей (13 брстремк) Ленинградской военно-морской базы, на период испытаний включён в состав 76-й бригады ракетных кораблей 12-й дивизии ракетных кораблей с базированием на военно-морскую базу Лиепая .

## Служба

### Служба корабля в 1983—1986 годах
С 23 сентября по 2 октября 1982 года осуществил переход на Северный флот ВМФ СССР в состав 56-й брэм (бригады эсминцев) 7-й оперативной эскадры. В период 17 — 20 марта 1983 года эсминцем была произведена минная постановка на Приз ГК ВМФ с оценкой «отлично», корабельная ударная группа (КУГ) в составе которой находился эсминец была награждена призом Главкома. 15 апреля 1983 года корабль вместе с эсминцем Современный участвовал в учениях по ПВО группы кораблей; с 20 по 27 сентября участвовал в составе КУГ в учениях «Океан-83» с оценкой «отлично» .
В период с 17 октября по 6 ноября 1983 года «Отчаянный» находился в походе в Средиземное море с несением боевой службы в Атлантике. С 31 марта по 5 апреля 1984 года участвовал в составе КУГ-1 в учениях «Атлантика-84», действия экипажа корабля получили оценку «отлично». С 5 по 13 апреля корабль находился на учениях «Заполярье-84», по завершении учений получил оценку «отлично». С 19 по 24 мая того же года в составе КУГ 56-й брэм участвовал в совместных со странами ОВД учениях «Эскадра-84» (действия командира и экипажа также оценены на оценку «отлично») .
С 18 по 24 июня 1984 года эсминец оказывал помощь аварийной ПЛ К-131. 6 августа в составе КУГ «Отчаянный» выполнил учебную минную постановку, приказом Северного флота № 0648 объявлен лучшим кораблём по минной постановке в советском ВМФ. В октябре 1984 года вновь участвовал в учениях по отработке взаимодействия отрядов кораблей. В 1984 году корабль прошёл 22 142 морских мили, по итогам боевой подготовки эсминец стал «отличным».
15 января 1985 года эсминец «Отчаянный» вышел на боевую службу в Средиземное море, 8 — 26 марта производил непосредственное слежение за авианосцем «Дуайт Эйзенхауэр». С 2 по 6 мая 1985 года корабль совместно с ТАКР «Киев» нанёс визит в Алжир под флагом вице-адмирала В. Селиванова, 5 июня «Отчаянный» вернулся в Североморск, боевая служба корабля была оценена на «отлично».
С 10 по 20 июля 1985 года эсминец участвовал в тактических учениях разнородных противолодочных сил Северного флота; в период учений на носовой пусковой установке ЗРК «Ураган» сгорела зенитная ракета, аварийный сброс ракеты не произошёл. 6 октября 1985 года эсминец завоевал Приз Главнокомандующего ВМФ по итогам состязательной артиллерийской стрельбы. За 1985 год кораблём было пройдено 29 336 морских миль, «Отчаянный» объявлен лучшим кораблём Северного флота по ПВО. 9 октября 1986 года эсминец в составе КУГ завоевал Приз Главнокомандующего ВМФ за артиллерийскую подготовку. 21 октября в составе КУГ 7 опэск эсминец выполнил зенитную ракетную стрельбу на Приз Главнокомандующего ВМФ: цели были поражены, корабль получил оценку «отлично», но приз не завоевал. За 1986 год эсминцем было пройдено 8153,5 морских миль. По итогам боевой подготовки «Отчаянный» был награждён Переходящим Красным Знаменем Военного Совета Северного флота.

### Служба корабля в 1987—1998 годах
В период с 22 января по 14 февраля 1987 года корабль выполнял артиллерийские стрельбы (оценка «отлично»). С 9 по 17 марта «Отчаянный» нёс боевую службу в Атлантике с обеспечением межфлотского перехода с Балтики на Северный флот ракетного крейсера «Маршал Устинов» (от Фарерских островов). 24 — 28 марта 1987 года эсминец принимал участие в учениях Северного флота по ПВО, с 30 июля по 5 августа принимал участие в учениях Северного флота под руководством адмирала И. М. Капитанца. С 3 по 27 сентября корабль нёс боевую службу в Северном море и Атлантике, выполнял слежение за авианосцем «Форрестол». По итогам 1987 года «Отчаянный» завоевал кубок Главкома по артиллерийской стрельбе, в четвёртый раз подтвердил звание «отличный», прошёл за год 15 547 морских миль. Планировался ремонт корабля, однако межремонтный срок корабля был продлён.
24 марта и 10 ноября 1988 года «Отчаянный» в составе КУГ участвовал в состязательной артиллерийской стрельбе; завоевал Приз Главнокомандующего ВМФ и признан по итогам 1988 года лучшим надводным кораблём Северного флота. За год прошёл 9266 морских миль. 26 сентября 1989 года в составе КУГ 7 опэск выполнял ракетную стрельбу противокорабельными ракетами «Москит» (оценка «хорошо»), 22 ноября эсминцем в составе КУГ был завоёван Приз Главнокомандующего ВМФ по артиллерийской стрельбе. За 1989 год кораблём было пройдено 9266 морских миль. 28 мая 1990 года выполнил на оценку «отлично» артиллерийскую стрельбу, 7 июня 1990 года в составе КУГ 7 опэск выполнил ракетную стрельбу ПКР «Москит» с оценкой «отлично». За 1990 год «Отчаянным» было пройдено 5228,5 миль.
В октябре 1991 года эсминец был отправлен для обеспечения ракетных стрельб ПЛ; в базу корабль вернулся в аварийном состоянии. 22 мая 1992 года «Отчаянный» был выведен в резерв 2-й категории, через месяц (22 июня) поставлен на средний ремонт в СРЗ-35 (Роста). С 4 января 1994 года ремонт корабля был прекращён, корабль был включён в состав 56-й брэм и 30 ноября 1994 года переведён на буксире в Североморск. С 30 января 1995 года эсминец «Отчаянный» находился в резерве 2-й категории, часть вооружения и РТС была снята для ремонта других кораблей. С 1 мая 1998 года «Отчаянный» переведён в 43 дивизию ракетных кораблей 7 опэск в связи с сокращением бригады эсминцев. 12 сентября 1998 года эсминец был исключён из списков ВМФ, флаг корабля спущен; 10 января 1999 года «Отчаянный» был поставлен в док на СРЗ-82 (Росляково) для конвертовки и передачи в ОРВИ. Был утилизирован в 2003 году.
С момента подъёма флага «Отчаянный» прошёл 121 916 морских миль, 52 человека из экипажей корабля получили правительственные награды, в том числе 4 человека были награждены орденами.

## Командиры
- С 18 ноября 1980 года — капитан 3 ранга Масорин Владимир Васильевич[3].
- С 27 сентября 1983 года — капитан 3 ранга Бессонов Владимир Фёдорович
- С 9 сентября 1985 года — капитан 3 ранга Шмаков Сергей Борисович
- С 28 сентября 1987 года — капитан 3 ранга Коноплёв, Александр Владимирович.
- С 4 декабря 1991 года — Укрюков Александр Дмитриевич
- С 31 мая 1993 года — капитан 3 ранга Турилин Александр Васильевич
- С 5 марта 1994 года — капитан 1 ранга Оруджев Юрий Давыдович
- С 1 февраля 1996 года — капитан 1 ранга Иванов Николай Фёдорович

## Бортовые номера
- В ходе службы эсминец сменил ряд следующих бортовых номеров[3]:
- 1981 год — № 431;
- 1982 год — № 684;
- 1985 год — № 460;
- 1987 год — № 405;
- 1990 год — № 417, 433;
- 1991 год — № 475.